# I fiumi di porpora (film)
(Slogan promozionale)
I fiumi di porpora (Les Rivières pourpres) è un film francese del 2000, diretto da Mathieu Kassovitz.
Il soggetto è tratto dal romanzo omonimo di Jean-Christophe Grangé, da lui stesso adattato per il cinema con il regista Kassovitz.

## Trama
Il commissario di polizia Pierre Niemans viene inviato da Parigi a Guernon, cittadina universitaria dell'Alta Savoia, per indagare su un brutale omicidio. Il corpo di Rémy Caillois, un bibliotecario dell'università, è stato trovato in condizioni agghiaccianti: legato, con gli occhi strappati, le mani mozzate, in posizione fetale e sospeso in alto su una parete rocciosa. Ispezionando più attentamente da vicino il cadavere, risulterà che la vittima è stata torturata e mutilata mentre era ancora in vita.
Niemans cerca un oculista locale per una spiegazione sulla rimozione degli occhi. Il dottor Chernezé, una volta parte dello staff della locale università, spiega che l'isolamento del personale universitario ha portato a un indebolimento genetico perché i professori tendono a sposarsi tra di loro, ma recentemente la tendenza si è invertita, con i bambini del villaggio locale che si ammalano sempre di più di malattie genetiche. Chernezé suggerisce che il killer stia lasciando indizi sul movente, rimuovendo le parti del corpo che sono uniche per ogni individuo.
Per coincidenza, il tenente di polizia Max Kerkerian si trova nella vicina città di Sarzac per indagare sulla profanazione della tomba di Judith Hérault, una ragazza morta nel 1982, e sul furto delle sue foto dall'archivio della scuola elementare. Judith Hérault risultava vittima in un terribile incidente stradale mentre viaggiava con la sua famiglia. La madre era l'unica sopravvissuta ed era così traumatizzata che anni dopo aveva fatto voto di oscurità in un convento.
Niemans interroga il rettore ed esamina l'appartamento del bibliotecario, dove trova immagini di uomini atletici accostati ad altre sulle deformità genetiche. L'assistente e figlio del rettore, Hubert, traduce il titolo della tesi di laurea di Caillois come "Noi siamo i padroni, noi siamo gli schiavi. Siamo ovunque. Non siamo in nessun luogo. Controlliamo i fiumi di porpora". Le investigazioni di Niemans lo portano a Fanny Ferreira, una glaciologa dell'università e fidanzata del figlio del rettore, che è immediatamente sospettata a causa della sua capacità di arrampicarsi. Ma lei nega di essere coinvolta, affermando che chiunque avesse una buona attrezzatura avrebbe potuto sollevare il corpo sul dirupo.
Intanto il medico legale riferisce a Niemans che quella trovata negli occhi di Caillois era acqua piovana acida caduta nella zona non prima degli anni Settanta. Niemans, allora, arruola Fanny per farsi portare sul ghiacciaio a ottenere campioni di ghiaccio da confrontare con la pioggia acida. Insospettito, Niemans percorre un tunnel di ghiaccio che contiene un secondo corpo congelato.
Kerkerian intanto visita la madre di Judith nel convento dove vive e lei gli dice che erano andati a chiedere aiuto all'ospedale della facoltà di Guernon ma erano stati attaccati dai "demoni" sulla via del ritorno e, quando erano fuggiti, suo marito e sua figlia erano stati uccisi nell'incidente stradale. Dice che le foto sono state rubate per cancellare sua figlia dalla storia e che il suo viso è una minaccia per i demoni che sono tornati per completare la loro missione. Kerkerian allora indaga presso un gruppo di skinhead locali e, dopo una violenta zuffa, viene a sapere che non sono stati loro a violare la tomba della piccola Hérault ma uno sconosciuto alla guida di un'auto di color bianco.
Kerkerian riesce a risalire al proprietario dell'automobile di colore bianco, un tale di Guernon, Philippe Sertys, per cui vi si reca per ispezionarne l'abitazione in cerca d'indizi, imbattendosi però in Niemans mentre tenta di fare lo stesso, poiché il cadavere da lui rinvenuto nel ghiacciaio era proprio Sertys. A casa di quest'ultimo trovano le foto rubate di Judith Hérault e le prove che costui stava allevando e addestrando cani da combattimento, facendo anche delle modificazioni genetiche in quanto medico del reparto maternità dell'ospedale universitario.
Analizzando il corpo di Sertys si scopre che è stato mutilato come il primo cadavere e i suoi occhi rimpiazzati con protesi di vetro. Niemans, quindi, torna dall'oftalmologo Chernezé ma il dottore è già morto e quasi catturano l'assassino, che combatte contro Niemans riuscendo a fuggire. Ritornando sulla scena, dove l'assassino ha scritto "Risalirò alla fonte dei fiumi di porpora" col sangue di Chernezé sopra il suo corpo, apprendono che le impronte sulla pistola di Niemans appartengono a Judith Hérault.
Ad ogni modo tutto riporta alla facoltà di medicina dell'università.
Kerkerian apre la tomba di Judith, che trova vuota tranne che per una foto di una giovane donna, mentre Niemans va a casa di Fanny per dirle che, sebbene la veda fisicamente in grado di commettere i crimini, non la crede colpevole. Quando torna all'università, il capitano della polizia locale gli spiega che la tesi di laurea di Caillois era quasi un trattatello d'eugenetica alla maniera nazista, laddove veniva suggerito che l'individuo perfetto potesse essere raggiunto facendo accoppiare bambini dotati di talento atletico con quelli invece intellettualmente dotati. I "fiumi di porpora" riportati spesso nelle scritte dell'assassino sarebbero dunque il sangue degli uomini perfetti.
Kerkerian ritorna con la foto della tomba, in cui Niemans riconosce Fanny e, mentre si recano a casa di lei, cercano di ricostruire la cronistoria della vicenda: a causa delle mutazioni genetiche riscontrate nella prole dei docenti della facoltà, i medici dell'ospedale avevano scambiato i bambini sani del villaggio con i bambini dell'università per rafforzare il loro patrimonio genetico. Deducono che devono aver scambiato Fanny con uno dei bambini morti della facoltà lasciando la sua gemella, Judith, con la sua famiglia natale; quando Judith era stata portata all'ospedale, sua madre aveva visto le foto di Fanny e si era resa conto che sua figlia gemella era stata rapita, per cui la famiglia era fuggita dall'ospedale venendo inseguita da membri della facoltà che causarono l'incidente; la madre aveva poi nascosto Judith facendola spacciare per morta nell'incidente, mentre scivolava lentamente nella follia; Judith, fattasi adulta, aveva poi rintracciato Fanny per rivelarle la verità sulla sua vera identità, facendosi poi nascondere da quest'ultima.
Una volta giunti a casa di Fanny, Kerkerian e Niemans trovano le mani e gli occhi mancanti delle vittime nel suo seminterrato, ma della ragazza non c'è traccia. Niemans dà l'ordine di evacuare l'università mentre lui e Kerkerian s'inoltrano per la montagna in cerca di lei. Il duo trova Fanny, ma viene sorpreso da Judith che, resa folle dalla sofferenza e dall'odio che l'ha di fatto condotta a compiere quei crimini, assale i due poliziotti. Dopo averli neutralizzati entrambi, Judith intima a Fanny di uccidere Niemans, ma lei si rifiuta, e invece le punta la pistola contro. Kerkerian riesce a sparare a Judith, ma colpisce Fanny a una spalla, provocando così una valanga. Judith viene spazzata via dalla coltre di neve, mentre tutti gli altri, riparatisi dietro il gatto delle nevi, ne vengono seppelliti; più tardi vengono salvati da una squadra di soccorso.

## Produzione
Del cast fanno parte Jean Reno, Vincent Cassel, Nadia Farès e, in due brevi camei, Dominique Sanda e Jean-Pierre Cassel.

## Accoglienza

### Incassi
A fronte di un budget di 14 milioni di dollari, il film ne ha incassato complessivamente 60 103 680.

### Critica
Sull'aggregatore di recensioni Rotten Tomatoes, il film ha ottenuto il 68% di recensioni positive da 53 recensori. Su Metacritic raggiunge il punteggio di 49/100 sulla base di 19 recensioni.

## Riconoscimenti
I fiumi di porpora è stato candidato per: cinque premi César per regia, miglior film, musica, montaggio e suono; tre European Film Awards per miglior regista e i due protagonisti Reno e Cassel.

## Sequel
Il film ha avuto un seguito nel 2004 con I fiumi di porpora 2 - Gli angeli dell'Apocalisse di Olivier Dahan e una serie tv omonima prodotta dal 2018 a 2022.